# Нешвил предаторси
Нешвил предаторси (енгл. Nashville Predators) су амерички хокејашки клуб из Нешвила. Клуб утакмице као домаћин игра у Бриџстон арени капацитета 17.113 места. Такмиче се у Националној хокејашкој лиги (НХЛ).
Клуб се такмичи у Централној дивизији Западне конференције. Боје клуба су плава, златна, сива и наранџаста.

## Историја
Клуб је основан 1998. Предаторси до сада нису освојили ниједан Стенли куп, а стигли су до финала 2017. године, када су од њих били бољи Питсбург пенгвинси у шест утакмица. Два пута су били најбољи у својој дивизији, а имају и један Председнички трофеј.

## Трофеји
- Западна конференција:
  - Првак (1) : 2016/17

- Централна дивизија:
  - Првак (2) : 2017/18, 2018/19

- Председнички трофеј:
  - Првак (1) : 2017/18